# 哈莉黛·埃迪布·阿迪瓦尔
哈莉黛·埃迪布·阿迪瓦尔（奥斯曼土耳其语：خالده اديب；有时英语拼写为Halidé Edib，1884年—1964年1月9日）是一名土耳其小说家和民族主义和女权政治领袖。她最知名的小说是抨击土耳其社会女性地位低下以及大多数妇女缺乏改变自己处境的兴趣。

## 早年生活
哈莉黛·埃迪布出生于奥斯曼帝国的君士坦丁堡(今天的伊斯坦布尔)。她父亲是奥斯曼帝国苏丹阿卜杜勒·哈米德二世的秘书。哈莉黛·埃迪布在家里接受私人教师的教育，学习了欧洲和奥斯曼文学、宗教、哲学、社会学，钢琴弹奏、英语、法语和阿拉伯语。通过邻居和在君士坦丁堡的一所希腊学校的短暂学习，了解了希腊文化。1893年曾短暂进入一所美国女子大学学习。1897年，她翻译了雅各布·阿博特(Jacob Abbott)创作的《母亲》，而获得苏丹授予的慈善奖(Şefkat Nişanı)，1899年至1901年她再次进入美国大学。在她毕业时，她父亲的住处已成为君士坦丁堡知识分子活动中心，当时，尚是一名孩子的哈莉黛·埃迪布也加入到该城市知识分子的生活中。
毕业后，她嫁给了数学和天文学家萨利赫·泽基·贝伊，生育了两个儿子，但仍继续着知识分子活动，并从1908年起，开始为陶菲克·菲克雷特阿(Tevfik Fikret)的报纸《塔宁》(Tanin)撰写有关教育和妇女状况方面的文章。1909年出版了第一部小说《Seviye Talip》。由于她教育方面的文章，帝国教育部聘请她改革君士坦丁堡女校。她曾与纳基耶·哈尼姆(Nakiye Hanım)一起修改了课程内容和教学方法，也在各个学校教授教育学、伦理学和历史。后因有关清真寺学校的事情与有关部门产生分歧而辞职。
1910年她获准与萨利赫泽基离婚，她的住宅变成了一所知识分子的沙龙，尤其是那些热衷于土耳其社会改革的人。1911年加入“土耳其中心”(Türk Ocağı)，并于1912年成为该组织第一位女性成员。她也是土耳其提高妇女地位组织(Taali-i Nisvan)的创始人。

## 一战时期

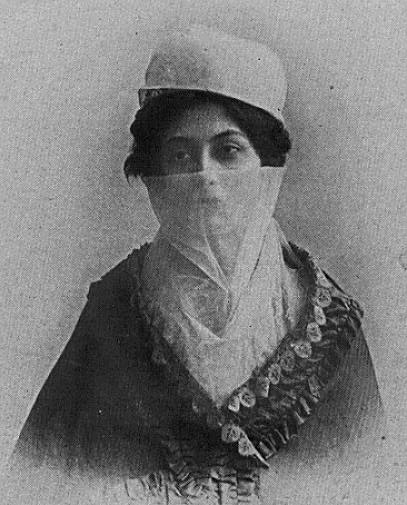
哈莉黛·埃迪布的早期照片

1917年她与阿德南博士(姓氏：阿迪瓦尔)结婚，次年，在伊斯坦布尔文学院得到一份文学讲师的工作。正是在这个时候，受齐亚·格卡尔普思想的影响，她成为一名越益活跃的土耳其民族主义运动分子。
1916年至1917年间，哈莉黛·埃迪布担任奥斯曼在大马士革、贝鲁特和黎巴嫩山圣约瑟夫学院的学校督导官。这些学校中包括亚美尼亚、阿拉伯、库尔德和土耳其孤儿在内的数百名学生 。在亚美尼亚种族大屠杀亚美尼亚种族灭绝课程及哈莉黛·埃迪布·阿迪瓦尔和杰马勒·帕夏的管理下，安尼多拉(Aintoura)圣约瑟夫学院约1000名亚美尼亚和200名库尔德儿童，被强行土耳其化，并且一旦有亚美尼亚儿童讲亚美尼亚语就会遭到毒打。据曾在她手下短暂工作过的一名老师讲，哈莉黛·埃迪布“是山里孤儿院1000名孩子的负责人，这些人大多是亚美尼亚的孩子，她说：“他们被改名（改为穆斯林名字），但他们还只是孩子，现在并不知道宗教意味着什么，他们必须得到温饱和安全的保障”。事后她没有说什么。根据哈莉黛·埃迪布讲，在杰马勒·帕夏的命令下，这些孩子们被起了穆斯林的名。在1916年，她记录了如下一段对话：
我说：“... 你为什么让亚美尼亚孩子叫穆斯林名，这看起来像把亚美尼亚人变成了穆斯林，历史总有一天将报复下一代土耳其人”。
“你是个理想主义者”，杰马勒·帕夏严肃地回答，...你相信将几百名亚美尼亚男孩和女孩变为穆斯林，我自己就会得到好处？你看到了，在大马士革亚美尼亚人开办的孤儿院已没有房间；也没钱开另一家亚美尼亚孤儿院。这里是一所穆斯林孤儿院，只允许接收穆斯林孤儿。...当我听到有流浪和饥饿的小孩时，我就会将他们送到安尼多拉，我必须让他们活着，我不关心我怎么样，只是不忍心看到他们死在街。”
“以后怎么办？”我问。
“战后对你意味着什么？”他问。“战后他们将回到自己人中去，对能实现他们种族的存在来说，我希望其它都只是小事。”
“我再不会为这种孤儿院做任何事了”。
他摇摇头，“你会的”，他说，“如果你看到他们的苦难和痛楚，你会为他们去做，而不只在意片刻间的名字和宗教...”

## 独立战争期间

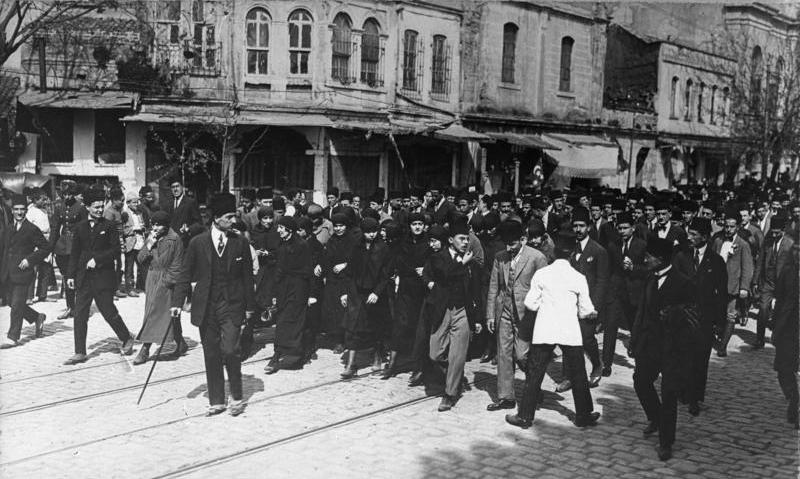
土耳其战争独立战争期间的示威游行.

奥斯曼帝国在第一次世界大战中战败后，英国军队占领了君士坦丁堡、盟国占领了帝国的其它部分。穆斯塔法·凯末尔（后面的名字是阿塔图尔克）开始组织抵抗占领。哈莉黛·埃迪布在君士坦丁堡获得了“煽动者和危险的鼓动家”声名。她是帝国给成千上万在清真寺示威的人群发表演讲，抗议希腊占领伊兹密尔的主要人员之一。1920年3月英国试图将她及其他几位领导者流放到马尔他。
哈莉黛·埃迪布与她的丈夫逃到安纳托利亚参加了土耳其全国抵抗组织。在前往安卡拉的路上，会见了另一名决定加入国家党的记者-尤努斯·纳迪(Yunus Nadi)。1920年3月31日，在盖伊韦(Geyve)火车站的一次会面中，他们均意识到国际舆论对土耳其解放战争发展的重要性，并决定建立一个帮助民族斗争的新闻机构，他们同意将它命名为“阿纳杜鲁通讯社”(Anadolu Ajansı)。
希-土战争期间（1919年-1922年），她先后被授予国民革命军下士和中士军衔。她走遍了整个前线，曾在西线指挥官-伊斯梅特·帕夏(İsmet Pasha)的司令部工作过，写下了对希腊入侵军队焦土政策的印象，并在她的《土耳其的考验》一书中，描述了希腊军队在安娜托利亚西部犯下的暴行。

## 战后生活
1926年，哈莉黛·埃迪布和许多同伴被指控犯有叛国罪，她和丈夫逃往了欧洲。1926年至1939年期间住在法国和英国。哈莉黛·埃迪布四处游历，曾多次在美国和印度教学和演讲。她将对英属印度的印象收集在她的著作《印度内幕》中。1939年返回到土耳其，成为伊斯坦布尔学院一名英国文学教授。1950年当选为议员，1954年辞职，这是她有史以来获得的唯一正式的政治地位。

## 文学贡献
哈莉黛·埃迪布小说的共同主题是坚强，独立的女主人公都成功地达到了她们要强烈反抗的目标。她也是一名坚强的土耳其民族主义者，几个故事均强调了土耳其独立斗争中女性的核心作用。

## 去世
哈莉黛·埃迪布于1964年1月9日在伊斯坦布尔去世。死后被安葬在伊斯坦布尔Merkezefendi 公墓。

### 主要作品
- Seviye Talip (1910).
- Handan (1912).
- Mevut Hükümler (1918).
- 耶·图兰 (1912).
- Son Eseri (1919).
- Ateşten Gömlek (1922;翻译成英文就是士麦那的女儿或火焰衬衣).
- Çıkan Kuri (1922).
- Kalb Ağrısı (1924).
- Vurun Kahpeye (1926).
- 哈莉黛·埃迪布的回忆录, 纽约 - 伦敦:本世纪,1926年(英文出版).
- 土耳其的考验（页面存档备份，存于）,纽约 - 伦敦:本世纪,1928 (回忆录,英文出版).
- Zeyno'nun Oğlu (1928).
- 土耳其面向西方, 纽黑文 - 伦敦: 耶鲁大学出版/牛津大学出版, 1930年.
- 小丑和他的女儿(先以英文在1935年出版;Sinekli Bakkal1935年以土耳其文出版).
- Türkün Ateşle İmtihanı (回忆录,出版于1962年,翻译成英文为紫藤屋).

### 文学和电影角色
- 弗朗西丝·卡赞撰写的小说哈莉黛的礼物(2001)-讲述了哈莉黛·埃迪布年青和成熟时期的故事.
- 哈莉黛·埃迪布作为一个角色出现在几部电影和电视秀中,包括救星,[17] 共和国,[18]和年轻的印第安娜·琼斯编年史.[19]
- 几部哈莉黛·埃迪布的小说也被改编为电影和电视.[20]
- 哈莉黛·埃迪布是学童纪录片《哈莉黛·埃迪布渴望的心》的主题.[21]

## 脚注
1. ↑   郭国荣. . 中国北京: 中国对外翻译出版公司. 1993-10: 1209. ISBN 7-5001-0221-6 （中文（中国大陆））. 哈莉黛·埃迪布·阿迪瓦尔（土）女小说家、妇女解放运动先驱。
2. ↑  大英百科全书,伊斯坦布尔 （页面存档备份，存于）:1923年土耳其共和国成立后，首都迁往安卡拉。1930年君士坦丁堡正式更名为伊斯坦布尔。
3. ↑  于斯屈达尔美国私立学校.
4. ↑  埃罗尔,第7-8页.
5. ↑  埃罗尔,第8页.
6. ↑  埃罗尔,第9页.
7. ↑  阿迪瓦尔,第431-471页.
8. ↑  罗伯特·菲斯克: 亚美尼亚大屠杀活生生的证据 （页面存档备份，存于）.独立.2010年3月9日. 检索2013年11月27日
9. ↑  费舍尔,  （页面存档备份，存于）
10. ↑  阿迪瓦尔, 第428-429页.
11. ↑  "土耳其民族主义者."
12. ↑  .   [2014-02-13]. （原始内容存档于2013-01-15）.
13. ↑  .   [2014-02-13]. （原始内容存档于2013-04-18）.
14. ↑  马克森,174-175页
15. ↑   (PDF).   [2014-02-13]. （原始内容 (PDF)存档于2013-11-27）.
16. ↑  . Yazar Mezar.   [2011-10-14]. （原始内容存档于2011-09-14） （土耳其语）.
17. ↑  互联网电影数据库. 检索2009年9月4日库里图鲁斯 （页面存档备份，存于）.
18. ↑  互联网电影数据库. 共和国 （页面存档备份，存于）.2009年9月4日检索.
19. ↑  互联网电影数据库. [http://www.imdb.com/title/tt0103586/epcast#year-1993 （页面存档备份，存于） 年轻的印第安娜·琼斯编年史. 2009年9月4日检索.
20. ↑  互联网电影数据库. 莉黛·埃迪布·阿迪瓦尔 （页面存档备份，存于）.  检索2009年9月4日.
21. ↑  教室中的印地: 纪录片: 邪恶的面具 （页面存档备份，存于）.检索2009年9月5日.

## 参阅资料
- 哈莉黛·埃迪布·阿迪瓦尔. (1926) 哈莉黛·埃迪布的回忆录.约翰·穆雷.
- 菲利普 J.阿德勒, & 兰德尔 L.波韦尔斯. (2007) 世界文明: 至 1700. 圣智学习. ISBN 978-0-495-50261-6.
- 戴维斯,范妮. (1986) 奥斯曼夫人: 一段1718年至1918年的社会历史.
- 埃罗尔, 西贝尔. (2009) 介绍哈莉黛·埃迪布·阿迪瓦尔拟定的《紫藤屋:新旧土耳其的回》. Transaction 出版. ISBN 978-1-4128-1002-9.
- 费舍尔,哈里特·朱莉娅.(1917) "Adana. Inquiry Document 813."（页面存档备份，存于） In James L. Barton, 土耳其人的暴行:美国传教士对奥斯曼土耳其毁灭基督教社区的诉讼, 1915-1917. Gomidas Institute, Ann Arbor. 1998. ISBN 1-884630-04-9.
- Heck, J. G. (1852) 科学、文学和艺术学百科全书影像（页面存档备份，存于）. Trans. Spencer F. Baird.
- Hovannisian, Richard G. (1999) 追忆和拒绝: 亚美尼亚种族灭绝的案例,韦恩州立大学出版. ISBN 978-0-8143-2777-7.
- Kévorkian, Raymond. (2006) 亚美尼亚种族大屠杀. Odile Jacob, Paris.  ISBN 2-7381-1830-5.
- Larousse.fr. (No date) "伊斯坦布尔."（页面存档备份，存于） 检索2010年6月3日.
- Marcosson, Isaac Frederick. (1938) 动荡的岁月. Ayer Publishing.
- Mitler, Louis. (1997) 土耳其当代作家.
- Sonmez, Emel. (1973) "小说家哈莉黛·埃迪布·阿迪瓦尔和土耳其女权主义." 伊斯兰教的世界, New Ser. Vol. 14, Issue 1/4: 81-115.
- Stathakopoulos, Dionysios. (2008, November) "难以捉摸的东方帝国." 历史上的今天, Vol. 58, No. 11.
- "反抗的土耳其民族主义者组织."（页面存档备份，存于） (1920, March 20) 纽约时报s, 第5页.
- 于斯屈达尔美国私立学校. 关于哈莉黛·埃迪布·阿迪瓦尔.检索2009年9月20日.
- Vauchez, André, Richard Barrie Dobson, & Michael Lapidge. (2000) 中世纪的百科全书. Routledge. ISBN 978-1-57958-282-1.
- Yeghenian, Aghavnie. (1922, September 17) "The Turkish Jeanne d'Arc: An Armenian Picture of Remarkable Halide Edib Hanoum"（页面存档备份，存于） (letter to editor). New York Times, page 97.